# John Gummer
John Selwyn Gummer, Baron Deben van Winston  (Stockport, Engeland, 26 november 1939) is een Brits politicus van de Conservative Party.
Gummer was tussen 1981 en 1997 bewindspersoon in de kabinetten Thatcher (1981–1990) en -Major (1990–1997). Hij was staatssecretaris voor Werkgelegenheid in 1983, Partijvoorzitter van de Conservative Party van 1983 tot 1985, minister van Posterijen en onderminister voor Werkgelegenheid van 1984 tot 1985, onderminister voor Landbouw, Visserij en Voedselvoorziening van 1985 tot 1988, onderminister voor Lokale Overheid van 1988 tot 1989, minister van Landbouw, Visserij en Voedselvoorziening van 1989 tot 1993 en minister van Milieu van 1993 tot 1997.
Gummer studeerde geschiedenis aan de Universiteit van Cambridge. Gummer werkte als auteur en uitgever en schreef tientalen boeken. Op 21 juni 2010 werd Gummer benoemd als baron Deben van Winston en werd lid van het Hogerhuis. Zijn broer Peter Gummer een ondernemer werd op 16 oktober 1996 benoemd als Baron Chadlington en zit ook in het Hogerhuis. Zijn oudste zoon Ben Gummer is ook een politicus van de Conservative Party en diende net zoals zijn vader 32-jaar eerder als minister van Posterijen in het kabinet-May I van 2016 tot 2017.
- CiNii: DA05028834
- International Standard Name Identifier: 0000 0000 8441 2942
- Library of Congress Control Number: n88075290
- MusicBrainz: 0b5e3c06-d0f5-485b-b342-d41186982648
- Nationale Bibliotheek van Israël: 987007275805305171
- Nederlandse Thesaurus van Auteursnamen: 073327956
- Système universitaire de documentation: 145865282
- Virtual International Authority File: 36000582
- WorldCat: E39PBJrcgppgMhcJkpy4x79bh3